# Ute (gènere)
Ute és un gènere d'esponges calcàries de la familia Grantiidae. Aquest gènere va ser descrit per primera vegada per Oscar Schmidt el 1862.

## Taxonomia
El gènere inclou diverses espècies,
- Ute ampullacea (Wörheide & Hooper, 2003)
- Ute armata (Hôzawa, 1929)
- Ute glabra (Schmidt, 1864)
- Ute gladiata (Borojevic, 1966)
- Ute insulagemmae (Van Soest & De Voogd, 2018)
- Ute pedunculata (Hôzawa, 1929)
- Ute spenceri (Dendy, 1893)
- Ute spiculosa (Dendy, 1893)
- Ute syconoides (Carter, 1886)
- Ute viridis (Schmidt, 1868)